# Phạm Toàn
Phạm Toàn (1932 – 26 tháng 6 năm 2019) là một nhà giáo, nhà văn và dịch giả người Việt Nam..
Ông được biết tới nhờ những hoạt động chính trị và các cống hiến trong lĩnh vực giáo dục. Vào năm 2009, ông cùng với giáo sư Nguyễn Huệ Chi và Giáo sư Nguyễn Thế Hùng, thành lập ra trang mạng Bauxite Việt Nam để phản đối khai thác bauxite ở Tây Nguyên. Ông cùng với Giáo sư Ngô Bảo Châu, và Giáo sư toán học Vũ Hà Văn, mở một trang mạng giáo dục với tên là Học thế nào chính thức hoạt động vào ngày 1 tháng 5 năm 2013 với kỳ vọng đóng góp vào việc tìm ra phương hướng giải quyết các vấn đề của giáo dục Việt Nam.

## Tiểu sử
Phạm Toàn sinh ra và lớn lên ở Hà Nội, đến năm 1946 ông đi bộ đội. Cuối năm 1951 ông được cho phép đi học sư phạm cao đẳng. Được giải văn xuôi 1952 ở trường Sư phạm, với tên là Châu Diên, nhại phát âm tiếng Tàu của "Hút thuốc lá" (抽煙).. Ông cũng được giải thưởng truyện ngắn (2 lần đoạt hạng nhì năm 1959, và giải khuyến khích năm 1962).

Ông đi thực tế học tập người lao động ở Đoàn địa chất 32 (từ 1962–1964), và Nhà máy xi măng Hải Phòng (1964–1966).
Sau đó ông nghiên cứu giáo dục tiểu học từ 1967 cho đến khi qua đời.

Tháng 4/2009, ông cùng GS Nguyễn Huệ Chi, GS.TS Nguyễn Thế Hùng khởi xướng trang mạng Bauxite Việt Nam để bày tỏ quan điểm về dự án bauxite Tây Nguyên cũng như các vấn đề chính trị, xã hội khác.

Ông cùng những người tâm huyết lập ra Nhóm làm sách Cánh Buồm: xây dựng bộ sách 36 cuốn cho 6 lớp tiểu học, nhằm cải cách giáo dục phổ thông xuống còn 10 năm học.
Nhà giáo Phạm Toàn qua đời ngày 26 tháng 6 năm 2019.

## Nhận xét
- Nhà giáo Vũ Thế Khôi, Trưởng nam của cụ Vũ Đình Hòe (Bộ trưởng đầu tiên Bộ Quốc gia giáo dục Việt Nam):

| “ | Nhà giáo Phạm Toàn không bao giờ dạy đối phó và nói dối. Bao giờ tất cả xã hội thấy không thể học được theo lối cũ nữa thì sẽ thay đổi và học theo sách Cánh Buồm. Các bậc phụ huynh nên dạy thêm sách của Cánh buồm cho con tại nhà. Tôi đã dạy thêm cho cháu nội, và thấy cháu có rất nhiều sáng tạo bất ngờ, vốn từ vựng cũng phong phú hơn. Ví dụ có lần cháu hỏi tôi: Có bệnh hiểm nghèo thì có bệnh hiểm giàu không hả ông? | ” |